# Mascapaicha

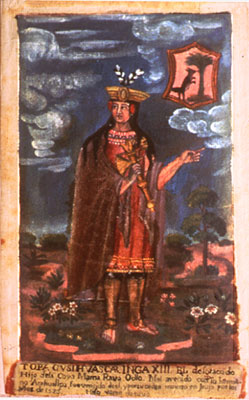
Mascapaicha sendo usado por Huáscar

Mascapaicha era o símbolo imperial usado apenas pelo Sapa Inca como rei de Cusco e Imperador do Tahuantinsuio. Era uma grinalda feita de camadas de tranças multicoloridas, de onde pendia o latu, uma franja da mais fina lã vermelha, com borlas vermelhas presas a tubos de ouro. Foi decorado com fios de ouro e um tufo com duas ou três penas verticais do carcará-andino, um pássaro sagrado chamado Corequenque em espanhol, e era a expressão física do poder político supremo no Império Inca. Em algumas cerimônias o Sapa Inca carregava o mascapaicha em sua mão, enquanto usava uma touca de guerra (um capacete decorado com penas).